# Grand Hotel (København)
 For alternative betydninger, se Grand Hotel. (Se også artikler, som begynder med Grand Hotel)
Grand Hotel er et københavnsk hotel, beliggende på Vesterbrogade, tæt på Københavns Hovedbanegård og Rådhuspladsen. 
Bygningen kan dateres tilbage til 1890. Hotellet er senest renoveret i 2005, men indretningen er stadig holdt i en klassisk stil.  
Hotellet ejedes af Arp-Hansen Hotel Group til 2017, hvor det blev købt af den svenske hotelfond Midstar.